# 田中梨乃
田中 梨乃（たなか りの、1991年10月12日 - ）は、大阪府出身のタレント・レポーター。舞夢プロ所属。

## 経歴
1991年10月12日、大阪府に生まれる。関西学院大学社会学部卒業。
2015年12月、ミス・ユニバース・ジャパン2016島根代表に選ばれる。
2017年3月にウェスティン都ホテル京都（京都市東山区粟田口華頂町）で開催された「2017 ミス日本酒（Miss SAKE）最終選考会」に愛知代表として出場して、約1000名の中からグランプリに選ばれる。
2018年から舞夢プロに所属。地元関西にて『おとな釣り倶楽部』『EASY GOLF』等の番組にレギュラー出演するなど、タレントやリポーターとして活動中。

## 人物
趣味は日本酒、ワイン、ゴルフ、釣り、温泉、陶芸、マリンスポーツ、モータースポーツ、御朱印巡り、家庭菜園。特技はクラシックバレエ、着付け・和装立ち振舞い､魚の3枚おろし（自分で釣った魚を捌く）。
その他、日本酒サービス研究会・酒匠研究会連合会より唎酒師の認定を受け、NPO法人日本茶インストラクター協会の行う日本茶検定に1級（90点以上）で合格するなど、食に関する資格を保有。日本安全食料料理協会のシーフードソムリエ認定試験および食育健康アドバイザー資格認定試験に合格、日本インストラクター技術協会の魚料理アドバイザー資格試験に合格している。
道路交通法の定める大型自動二輪車運転免許証を所持。一般社団法人日本自動車連盟 (JAF)が発給する国内競技運転者許可証A（国内Aライセンス）取得。一般社団法人日本ペット技能検定協会のドッグヘルスアドバイザー検定に合格。

## 実績

### レースクイーン
- 2014年　SUPER GTレースクイーン「PACIFIC FAIRIES」[1]
- 2014年　スーパー耐久レースクイーン「Frontier Cuties」
- 2015年　SUPER GTレースクイーン「ARTA GALS」[7]
- 2016年　SUPER GTレースクイーン「ZENT sweeties」[8]
- 2016年6月4日 - 5日 レッドブル・エアレース 千葉 2016[注釈 1]「エアレースクイーン」[9]

### イベント・ショー
- 伏見警察署 一日警察署長
- 徳川園 ブライダルフェア2015
- キャッスルプラザ ブライダルモデル 2015
- 桂由美 GRAND COLLECTION モデル
- 「東京オートサロン2016」オートバックスブース
- 「東京ゲームショウ2016」 バンダイナムコエンターテインメントブース[10]
- 「東京オートサロン2017」ブリヂストンブース
- 「釣りフェスティバル2020 in YOKOHAMA」SHIMANOブース
- 「フィッシングショーOSAKA2020」SHIMANOブース
- 「TREND FES 2021」MC
- 「堺区防災・防犯フェスタ」MC
- 2022年7月10日「第3回和酒フェス＠大阪ベイタワー」MC[11]
- 2022年11月13日「第4回 和酒フェス@大阪ベイタワー」MC[5]

## フィルモグラフィ

### 映画
- 瀬木直貴監督「恋のしずく」
- 武正晴監督「嘘八百 京町ロワイヤル」

### テレビ番組
- 「おとな釣り倶楽部」レギュラー出演（サンテレビ、テレビ神奈川）
- 「LIVEニュース」レギュラー出演（J:COM）
- 「EASY GOLF」レギュラー出演（サンテレビ、奈良テレビ、ゴルフネットワーク、スカイ・A sports＋）
- 「びびっと！」レギュラー出演（関西テレビ）
- 「ビッグフィッシング」出演（サンテレビ、KBS京都、テレビ和歌山、三重テレビ）
- 「ごりやくさん」（KBS京都） - 「第29回熊野三山」旅人（2020年4月）

### テレビCM
- 「第3期☆天神祭うちわ娘」
- 株式会社ネイチャーラボ「モイストダイアン ボタニカル」
- 株式会社善都
- 京都府インフォマーシャル（2018年7月、 MBS「ちちんぷいぷい」内で放送）
- 株式会社インテリックス
- 株式会社ホームズ
- 株式会社イチネンホールディグス
- 株式会社阪神住建「スパワールド世界の大温泉」
- タカラスタンダード株式会社
- フルタ製菓株式会社

### ネット動画
- 大阪ガス WEB動画
- YAMAHA発動機株式会社「シースタイル・チャーター海遊び動画」（2018年12月7日）

### PV
- BRIDGET 「君だけ愛してる」新婦役（2015年10月7日）- 桂由美監修、全日本ブライダル協会推奨、恋人の聖地公式ウェディングソング
- Voice of Mind　「その時僕は」娘役（2017年12月26日）

## 出版

### ムック
- 『簡易キャンパーのすべて No.3』<モーターファン別冊 統括シリーズ Vol. 107>（2018/5/18、三栄書房）
- 『るるぶ伊勢 志摩'20』（2019/3/29、ジェイティビィパブリッシング）

### 雑誌
- 『Rod and Reel』（地球丸）
- 『ルアーマガジン』（内外出版社）
- 『Angling Fan』（コスミック出版）
- 『Angling BASS』Vol.10（2016年4月号、コスミック出版）